# ワットパクナム日本別院
ワットパクナム日本別院（ワットパクナムにほんべついん、タイ語:วัดปากน้ำญี่ปุ่น）は、千葉県成田市にある、日本最大のタイの仏教の寺院。タイ王国の有名寺院、ワットパクナムの別院として、タイ系居住者の心の拠り所となるべく1998年に創設された。
ワットパクナム日本別院にはタイから招聘した大工による本格的なタイ式建築の仏堂や布薩堂などがあり、タイ人か否かを問わず、自由に見学や参拝ができる。年に数回の祭事には数千人の在日タイ人が集まり、説法などが行われる。

## 概要

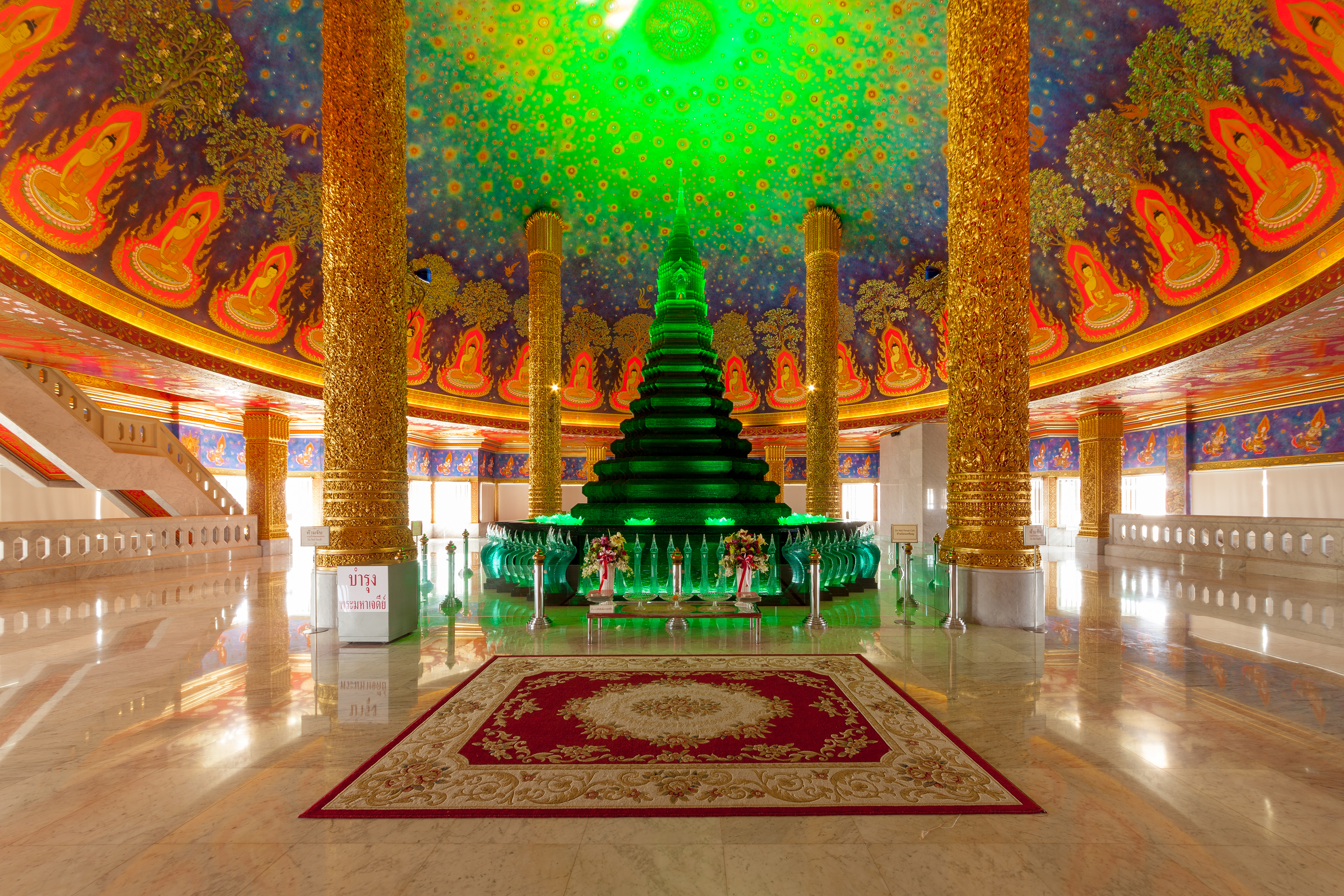
ワットパクナム本院のエメラルド色の仏塔

ワットパクナムは、アユタヤ王朝時代後期の西暦1610年に、タイ王国の首都、バンコクに建立された王室の仏教寺院。独特の瞑想法や、美しいエメラルド色の仏塔などで知られている。ワットパクナムは近代になって国際的な伝道を指向しており、複数の米国の都市、ニュージーランド、インド、そして日本に拠点を構えるようになった。
1998年に創設された日本別院の約2000坪の敷地は国内のタイ寺院として最大であり、首都圏および日本のタイ系居住者にとって上座部仏教の信仰の中心地となっていると考えられている。日本別院には講堂、大食堂、布薩堂、仏堂、鐘楼、庭園、僧侶宿泊棟、一般宿泊棟など、一般的なタイの寺院にある施設が揃っており、5人のタイ人比丘(男性僧侶)が常駐している。
ワットパクナム日本別院は宗教施設であるに留まらず、在日タイ人の交流の場でもあり、さらには駐日タイ王国大使館と協力しあい、移動領事開設、タイ古式マッサージの研修、タイ料理やタイ式フルーツカービングのレッスンなども行われている。

## 沿革

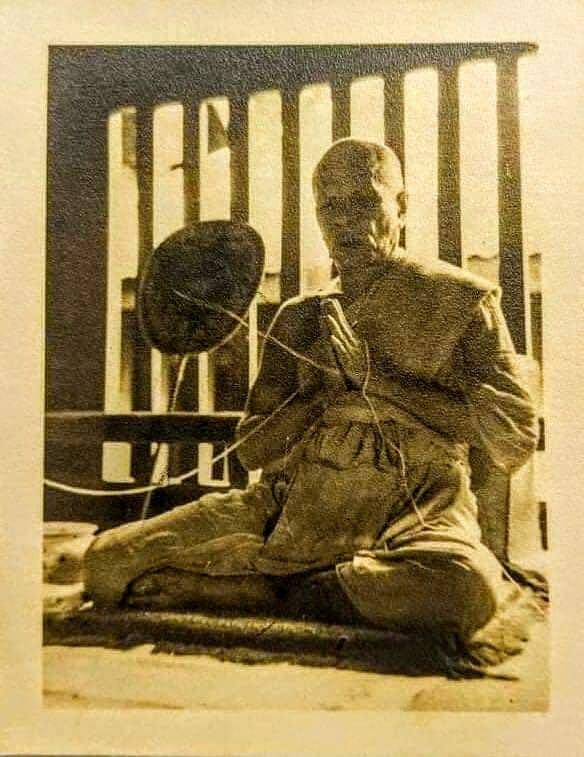
ルアン・ポー・ソッド(1884–1959)

20世紀前半にワットパクナム本院の住職を務め、ワットパクナムの中興の祖とされるルアン・ポー・ソッド(1884–1959)は、仏教をすべての国に広めたいという強い願いを持っていた。ワットパクナムは比丘とメーチー（上座部仏教における女性出家者）の両方を含め、タイ以外の国籍の人々を出家させてきた 。
1957年に日本人がワットパクナムで比丘に叙階された後、ルアン・ポー・ソッドは日本に寺院を設立する考えを持ったが、ルアン・ポー・ソッドは1959年に没したため、この考えは構想に留まった。
1959年のルアン・ポー・ソッドの没後、布教事業を継続するため、ワットパクナムの一行は30年以上を費やし、10回日本を訪れている。
1998年、一人のタイ系日本居住者の発意を契機とし、タイ系居住者の拠所となることを意図して、ワットパクナム日本別院の最初の用地が購入された。土地の購入資金はこのタイ系居住者の輸入業・飲食業の売り上げと、タイ本国寺院によりまかなわれた。最初の用地には航空関連会社の建築物が付帯しており、それら施設は寺院の僧房や講堂として改装された。その年の末に5人の僧がこの寺に入った。
2003年から2008年にかけて上座部仏教の重要な施設がタイから招いた大工によって建築され、寺院としての形式が整う。2003年、ウボーソット（布薩堂）の竣工式が行われ、竣工式にはタイ王国大使、105名のタイ人比丘、タイと日本から3,000人以上のタイ人が参加した。2008年にウィハーン（仏堂）が竣工した。
2012年から2020年にかけて、タイ系居住者の寄付と労働奉仕により、台所、祠、鐘楼、手水舎、休憩所などの小規模施設を中心に新築が行われた。

## 地理

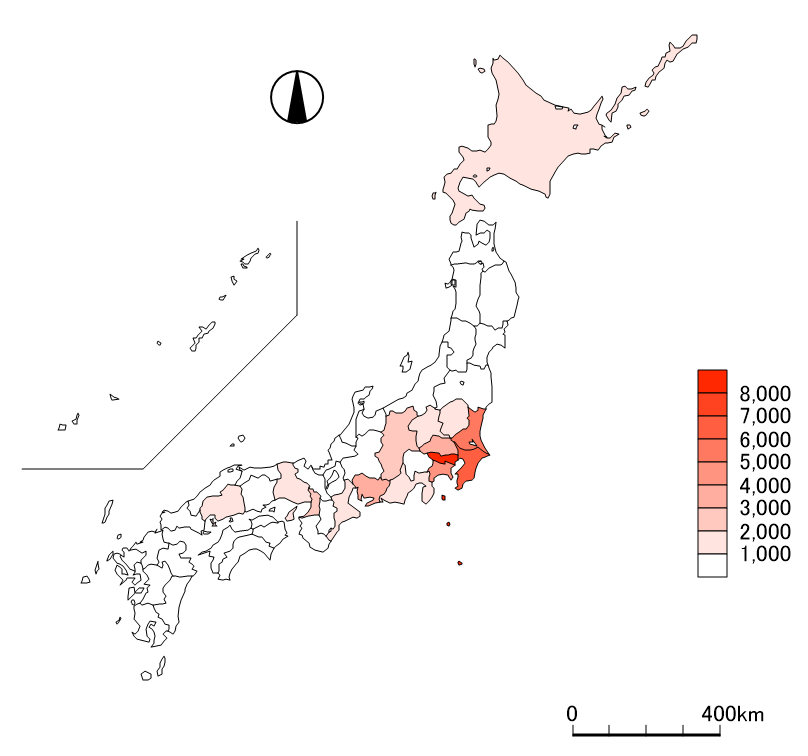
都道府県別のタイ人分布,2022

ワットパクナム日本別院は、成田国際空港で知られる千葉県成田市に建てられている。東京の中心から成田市までは直線距離で約60キロ。成田市には成田空港の他、首都圏の主要な高速道路である東関東自動車道と首都圏中央連絡自動車道のジャンクションがあり、首都圏から自動車交通の便が良い。
在日タイ人の居住地域は関東地方に集中しており、在日タイ人は都道府県別にみると、東京、千葉、茨城、神奈川、埼玉の順に多く、千葉県は日本で二番目に在日タイ人が多い都道府県である。
日本別院の設立にあたっては、複数の土地が検討され、成田国際空港に近く、喧騒から離れた場所ということでこの土地に寺がつくられた。参拝するタイ人の居住地は千葉、茨城、栃木など様々で、長野県から数台大型バスをチャーターしてくる在日タイ人グループもあるという。

## 施設
ワットパクナム日本別院は、成田国際空港内のグランドハンドリング業務を行う「日本空港サービス株式会社」の跡地に造成された。同社の寮や研修棟などの建物はそのまま改装して利用されており、境内は学校の構内のような雰囲気がある。タイ式建築のウボーソット（布薩堂）、ウィハーン（仏堂）などの建物は後から建立された。ワットパクナム日本別院はタイ式、近代式、日本式、タイ・日混合式、仮設の5種類の外観の建物から構成され、現在ではタイ式の外観が卓越した景観を持つ。 

### 大サーラー（講堂）

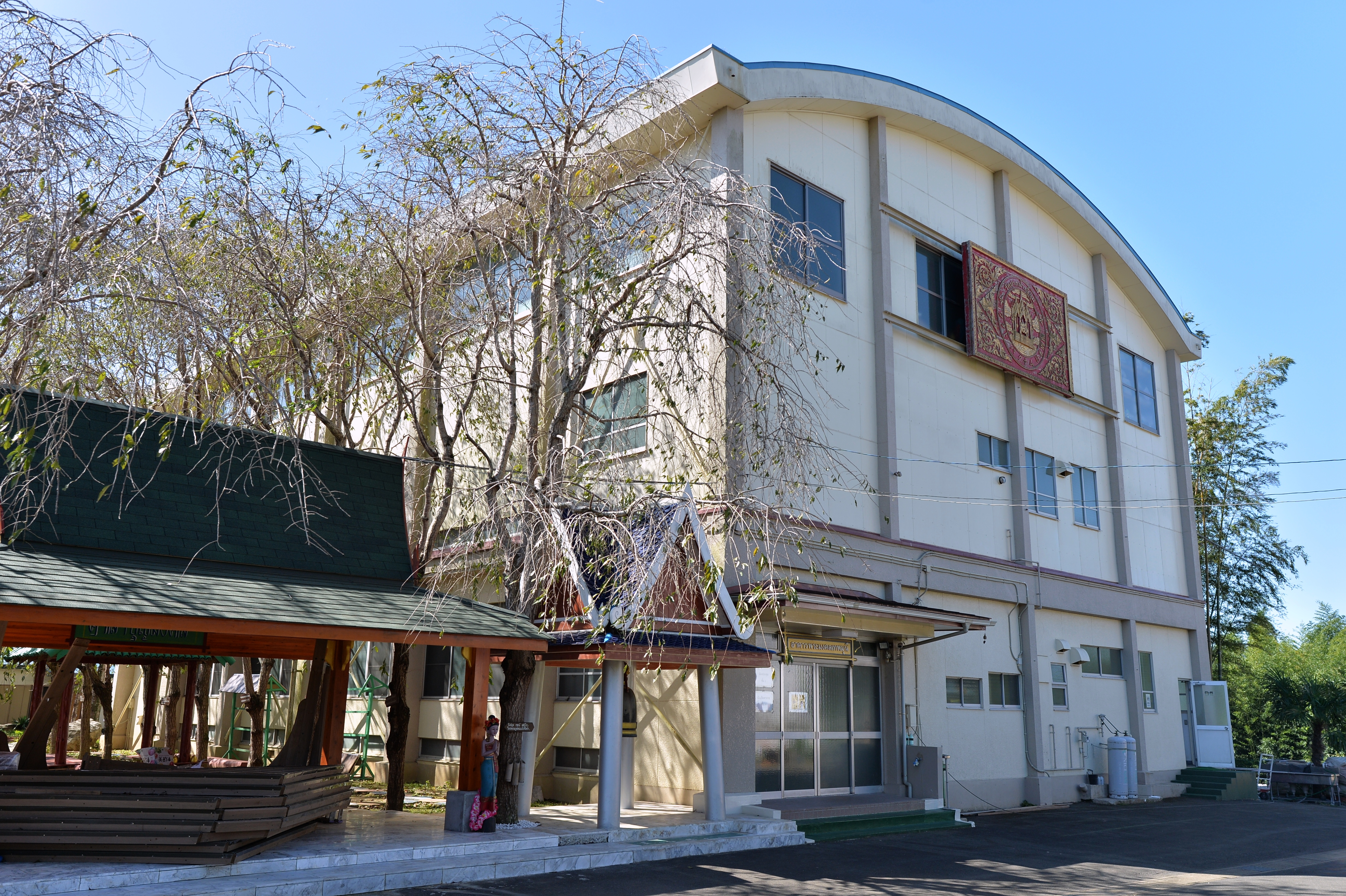
大サーラー（講堂）

大サーラーは2階建ての講堂。RC造の既存施設の転用。建物1階のホールには檀があり、3体の像が並んで安置されている。壇中央はブッダの像、両脇はルアン・ポー・ソッド及びワットパクナム本院の現僧長の像。
ホールでは比丘とメーチーが毎日午前6時から3体の像に向かって読経し、その後、瞑想を行う。祭りの近い時期には、タイ系居住者の外来者が午後に来て、飾りの作成などの準備が行われる。
大サーラーの2階は普段使用されず、祭事が開催された際に、大使館出張所が臨時で設けられ、パスポートの申請などが行われる。

### サーラー（食堂）
サーラーは1階建ての食堂。RC造の既存施設の転用。外来者が料理を持参して比丘を訪問し、施食/乞食がおこなわれる場所。サーラー内には大サーラーと同様に、ブッダと比丘の3体の像を安置した小型の檀がある。

### 僧房、宿泊施設
既存の建築物を改修した2階建てのRC造の比丘宿泊棟（10室）と、5階建てのRC造の一般宿泊棟（50室）、そして木造の僧正の僧坊がある。

### ウボーソット（布薩堂）

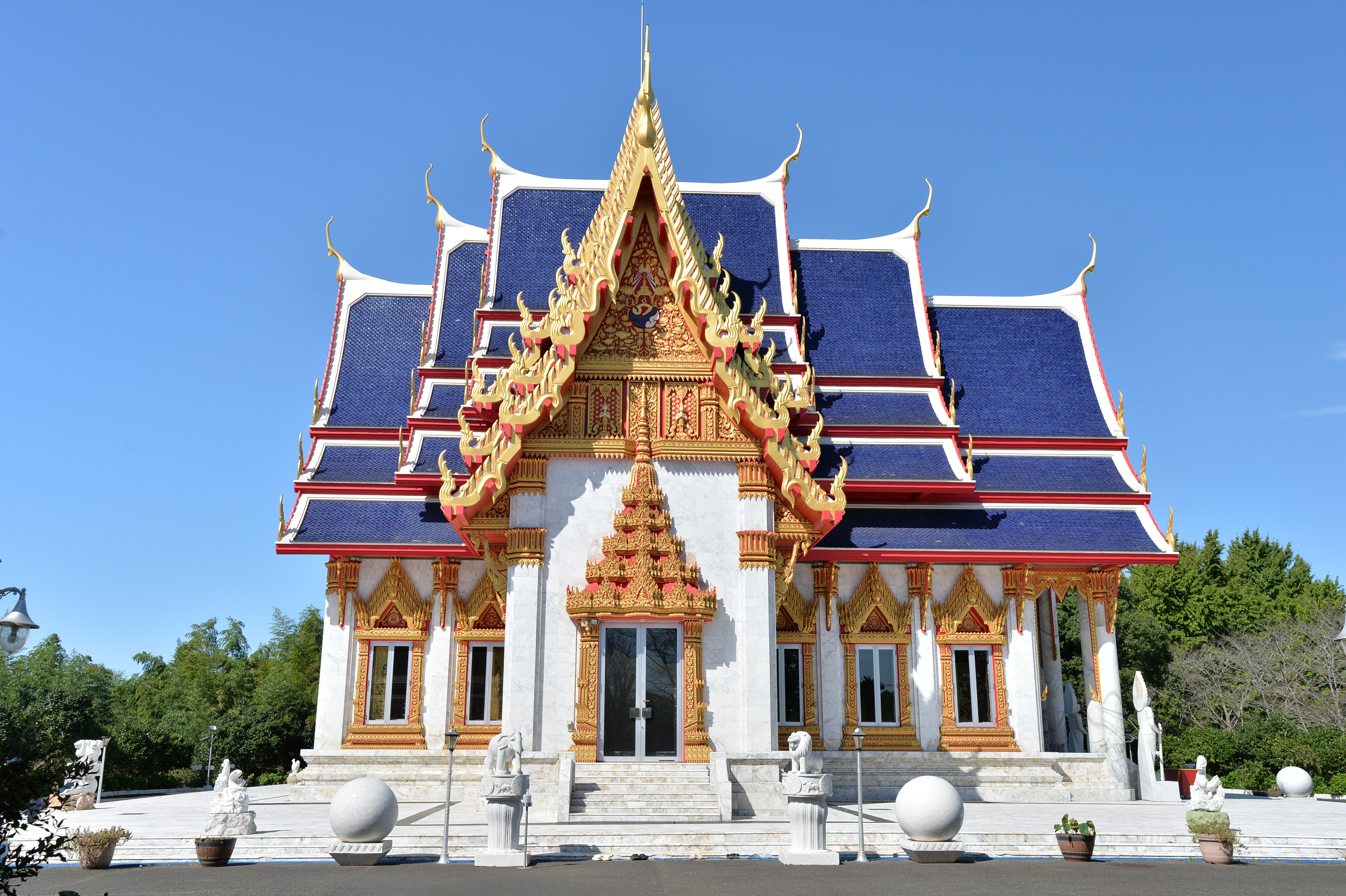
ウボーソット（布薩堂）

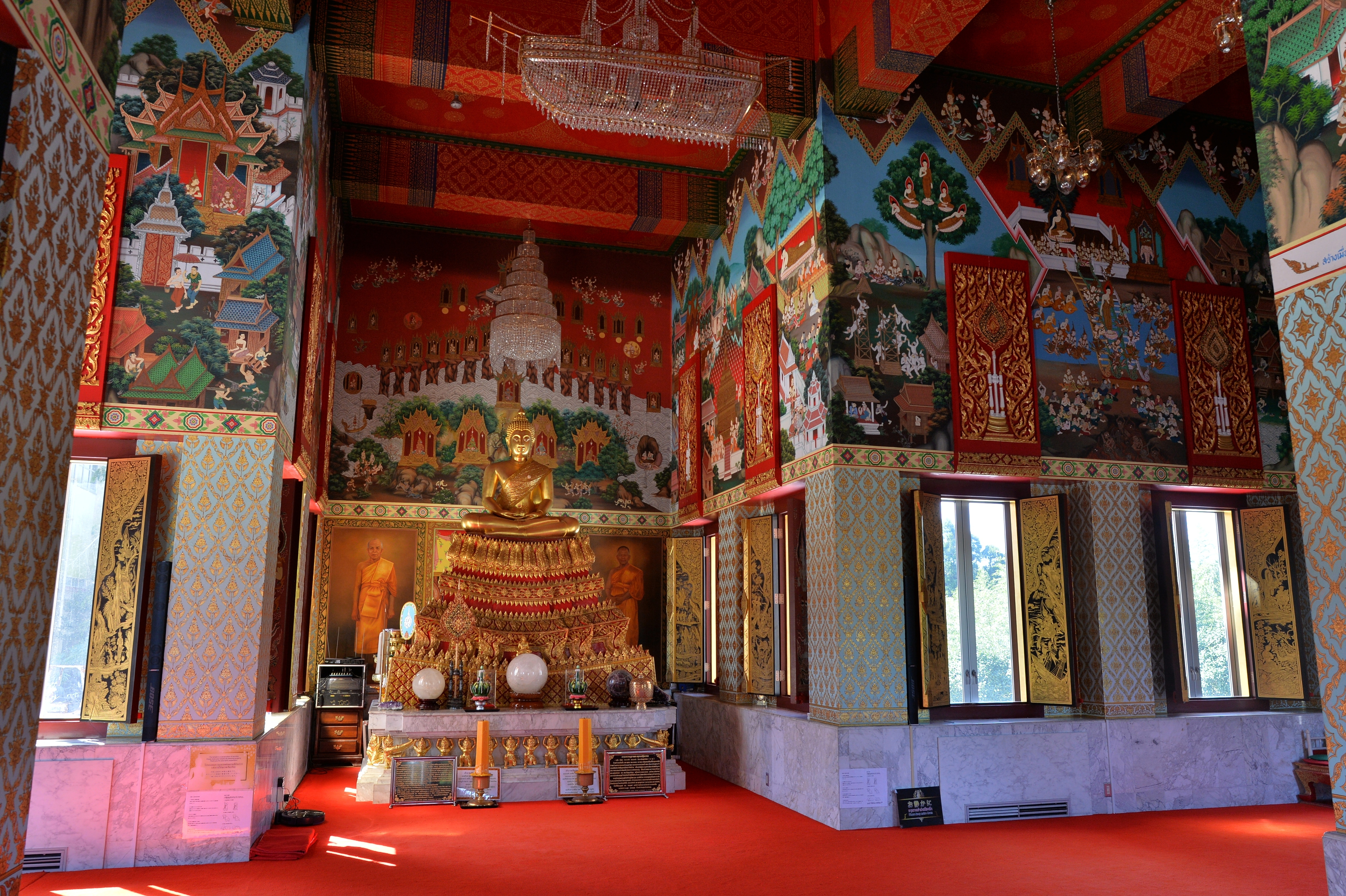
ウボーソット内部の仏像

ウボーソットは1階建ての布薩の場。タイから招聘した大工により2003年に新築された。布薩とは、比丘が集まり月に2度戒律に照らして自身の行為を確認し、戒律にたがう行為を懺悔すること。ウボーソットは世俗の人が受戒をして、比丘となる場でもある。
ウボーソットはタイの仏教寺院の中で、最も大切な建物とされ、重要な儀式は必ずウボーソットで行われる。日本別院ではウボーソットは最も目立つ建物で、青い屋根に大理石の壁、金色に装飾されている。大理石は全てタイから運ばれた。ウボーソットの扉の上部には、王室の許諾を得て、王室の略称と称号、国王誕生日を記念する紋章が飾られている。
ウボーソット内の壁上部にはジャータカなど仏教説話の場面が描かれ、堂内の奥には黄金の仏像が安置されている。ホールでは、比丘、メーチー、外来者が午後5時にブッダの像の正面に座って読経、瞑想を行う。メーチーは読経と瞑想を午後5時に加えて午後2時と午後7時の計3度おこなう。ウボーソットでは、専ら読経と瞑想という持戒行が行われる。

### ウィハーン（仏堂）

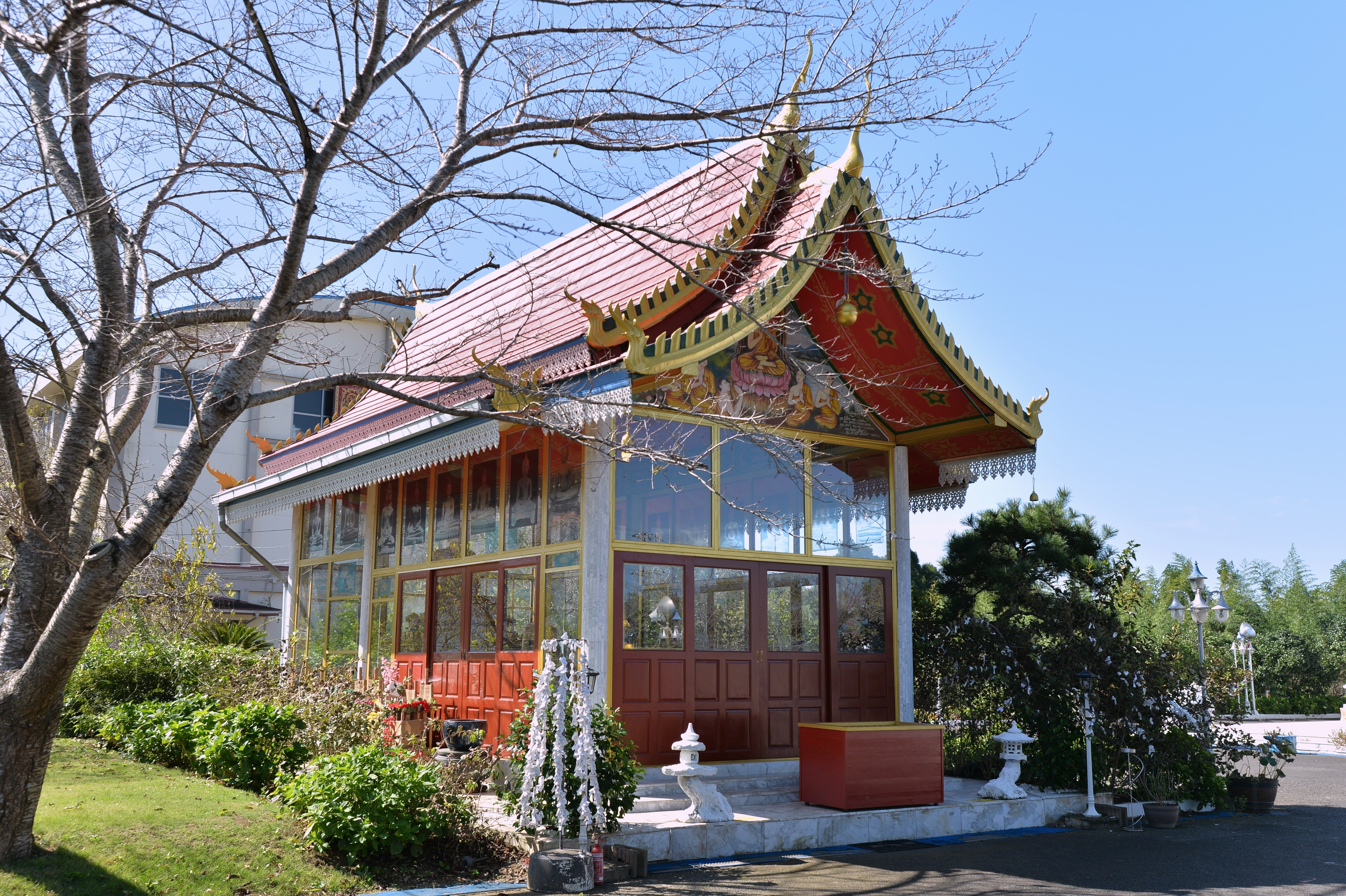
ウィハーン（仏堂）

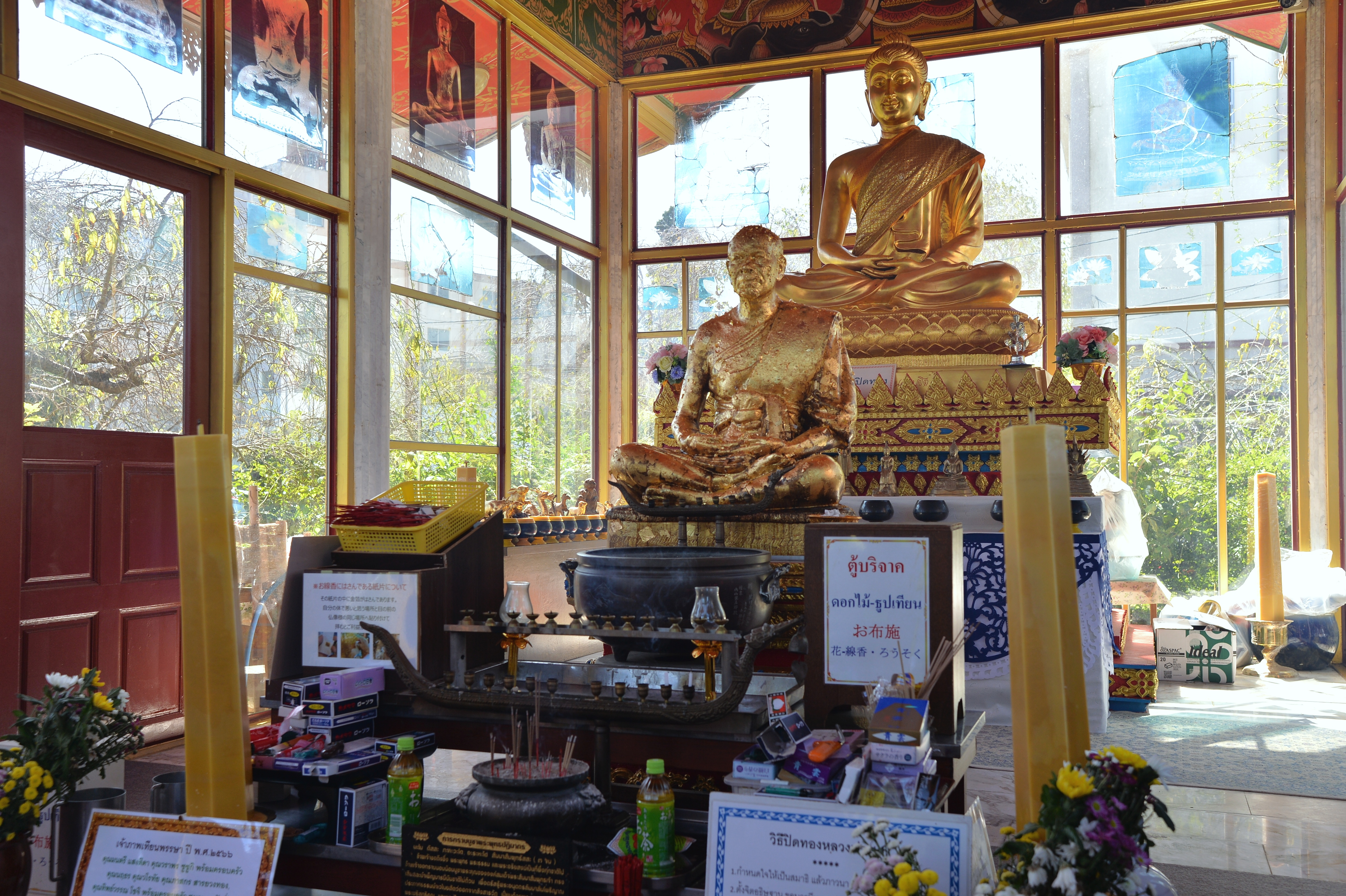
ウィハーン(仏堂)内部の仏像

仏像が安置されたガラス張りの一階建ての建物。タイから招聘した大工により2008年に新築された。入口から入って手前にはルアン・ポー・ソッドの像、奥にはブッダの像が安置されている。
参拝の流れは下記の通り。
1. 線香に火をつけて手に挟んで仏像を拝んだ後、線香立てに線香を立てる。
2. 御籤を振って棒をとり出し、棒に記された数字と同じ数字のおみくじを棚から取る。内容が好ましい場合はその札を持ち帰り、内容が好ましくない場合はウィハーンの外に置かれた木製の台に結ぶ。
3. 比丘の像に金箔を貼る。自身の体の悪い箇所と同じ部分に貼り、治癒を願う。

これらは現世の願いを叶えることを目的とした世俗の活動で、功徳に関する行為ではないが、広い意味で仏教に関わる行為と言える。台に札を結ぶのは神社から発想を得たもの。ウィハーン入口前には賽銭箱が置かれており、これも神社から発想を得たもの。

### タイの寺院との差異
タイの寺院では他の基本的施設として火葬場や墓があるが、ワットパクナム日本別院には設置されていない。これについて、筑波大学の佐藤・阿部・山田は、日本では法規制により墓の設置が困難である他、タイ系居住者の多くが高齢になるとタイに戻ると考えられることを理由とした。また佐藤らは、経典や仏教に関する書物を収蔵する経蔵が存在しないのは、教学が活動の中心ではないことを示していると推測している。
反面、タイの寺院で一般的ではないこの寺院特有の施設のひとつとして池があり、これはローイクラトン（灯篭流し）の行事を行うために設けられた。その他、日本の神社から発想を得て造られた手水舎などがある。

### ギャラリー

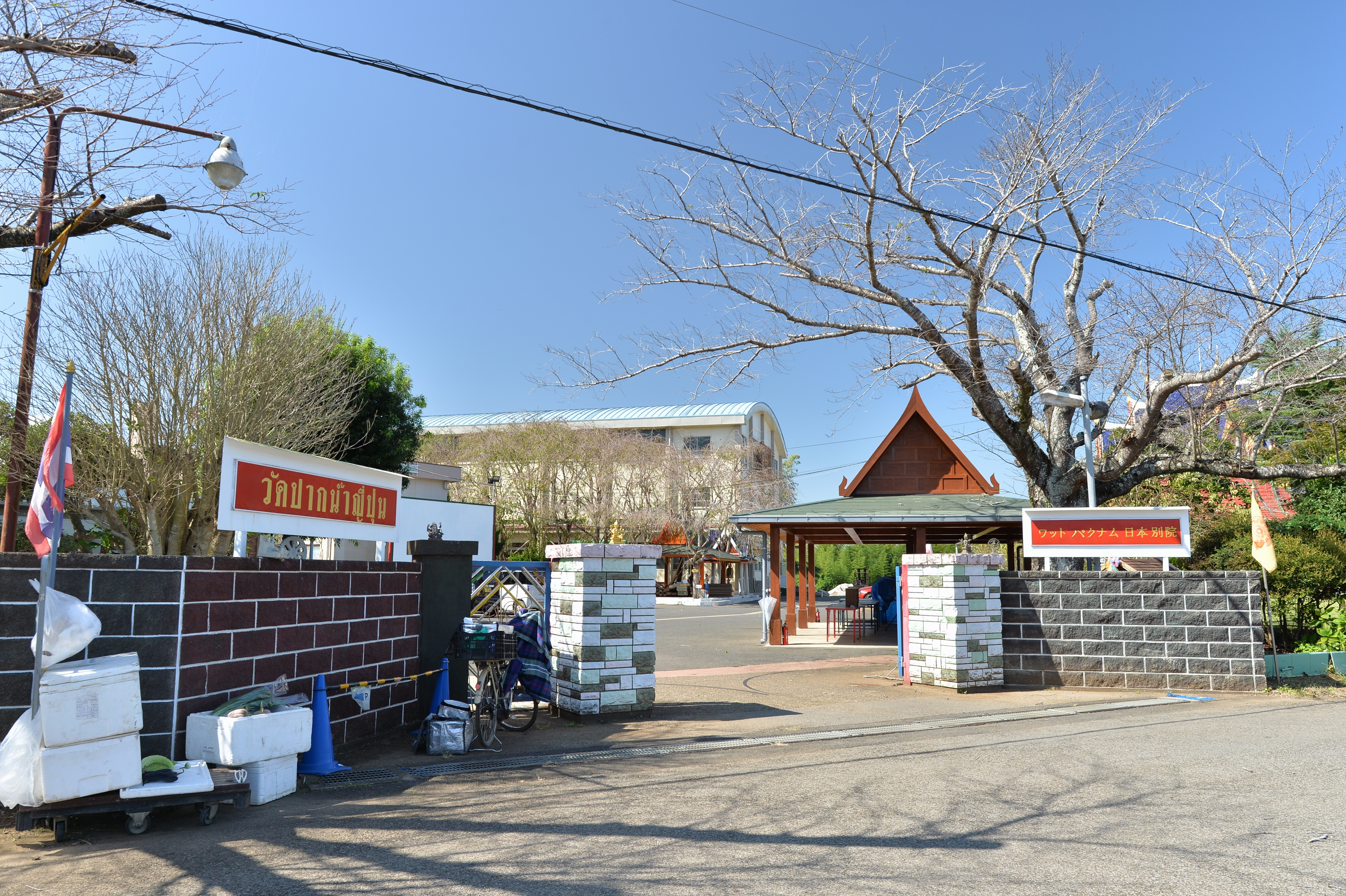
正門
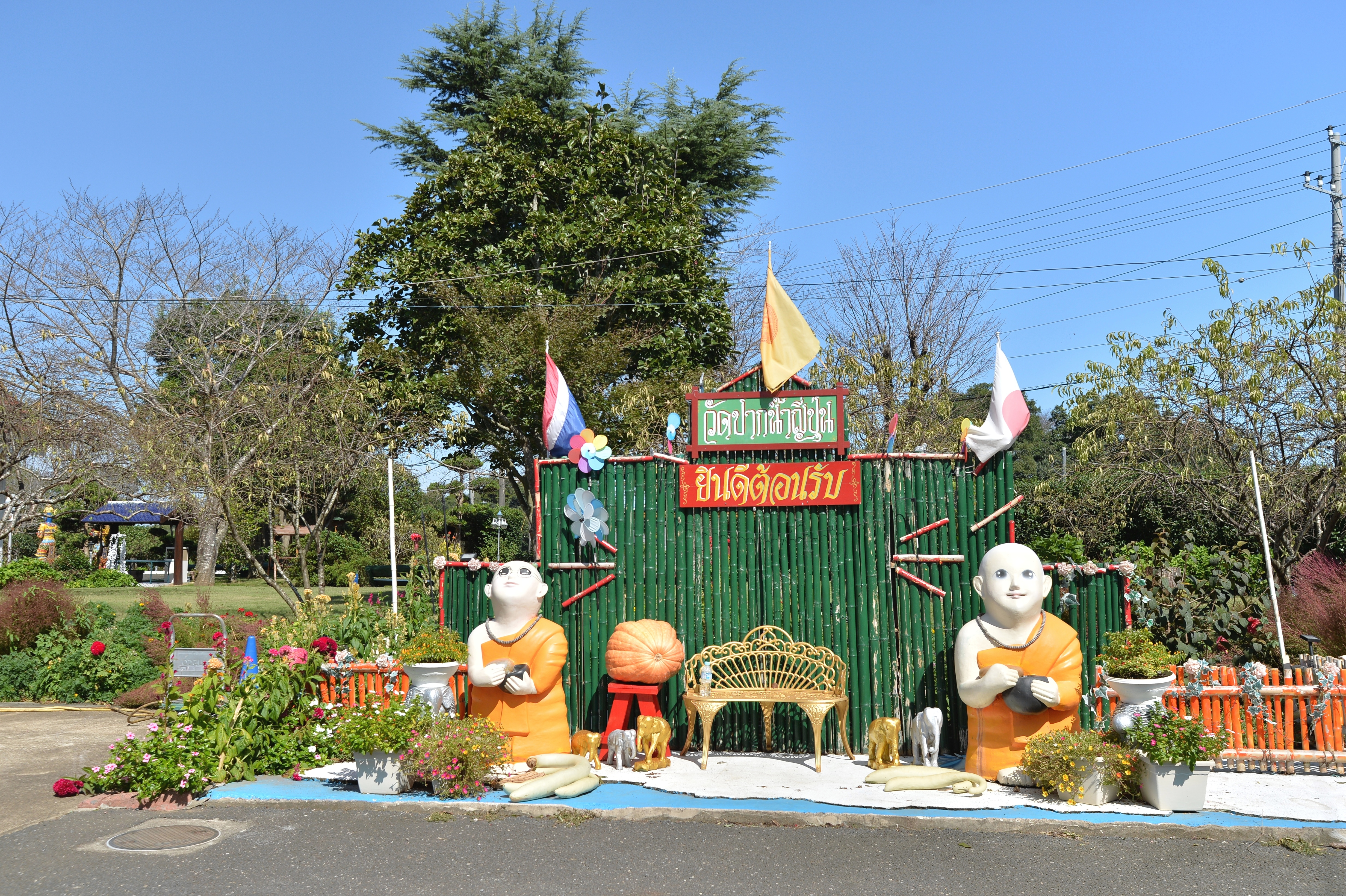
庭園内
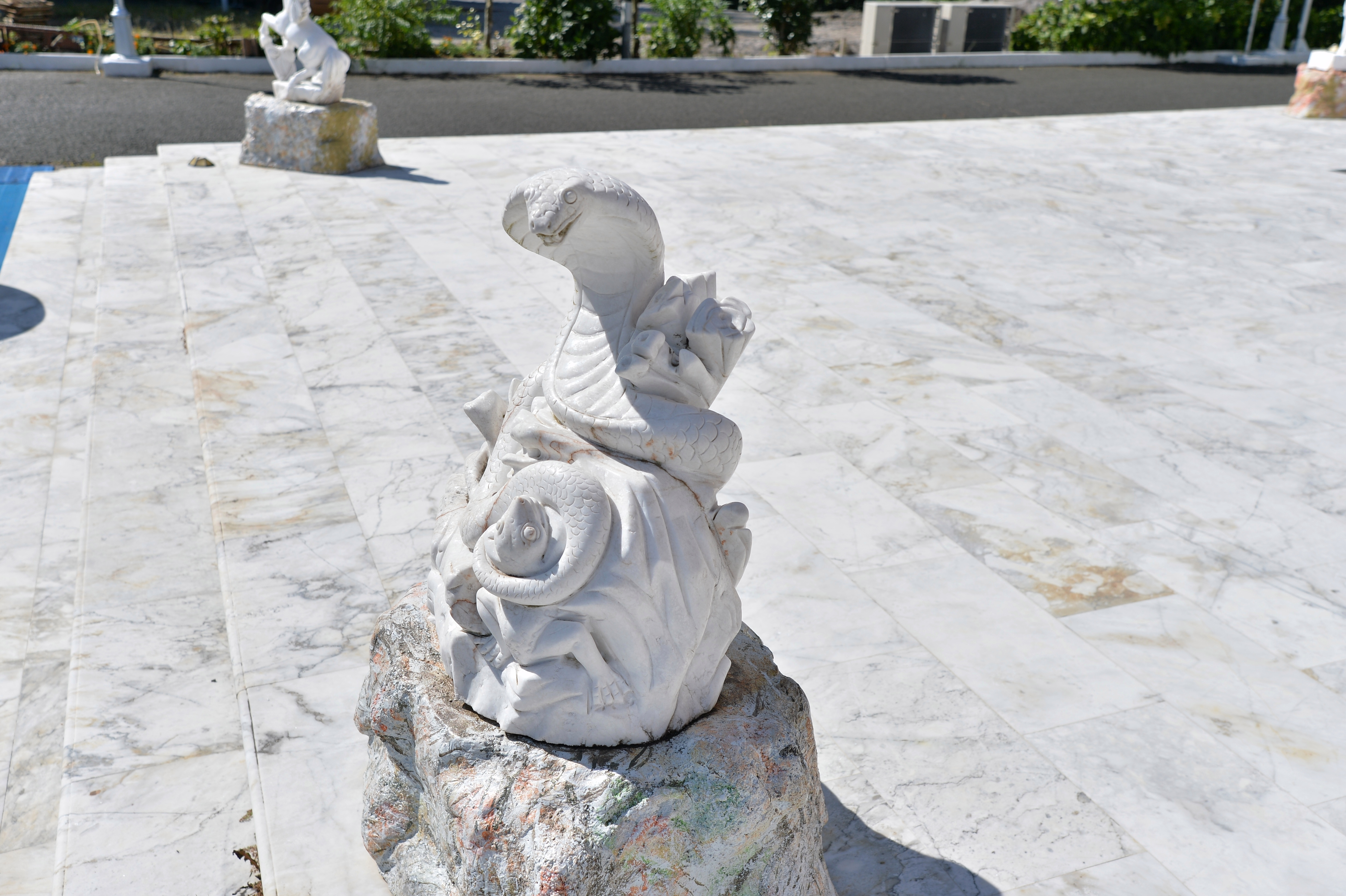
布薩堂の周囲にある大理石像のひとつ
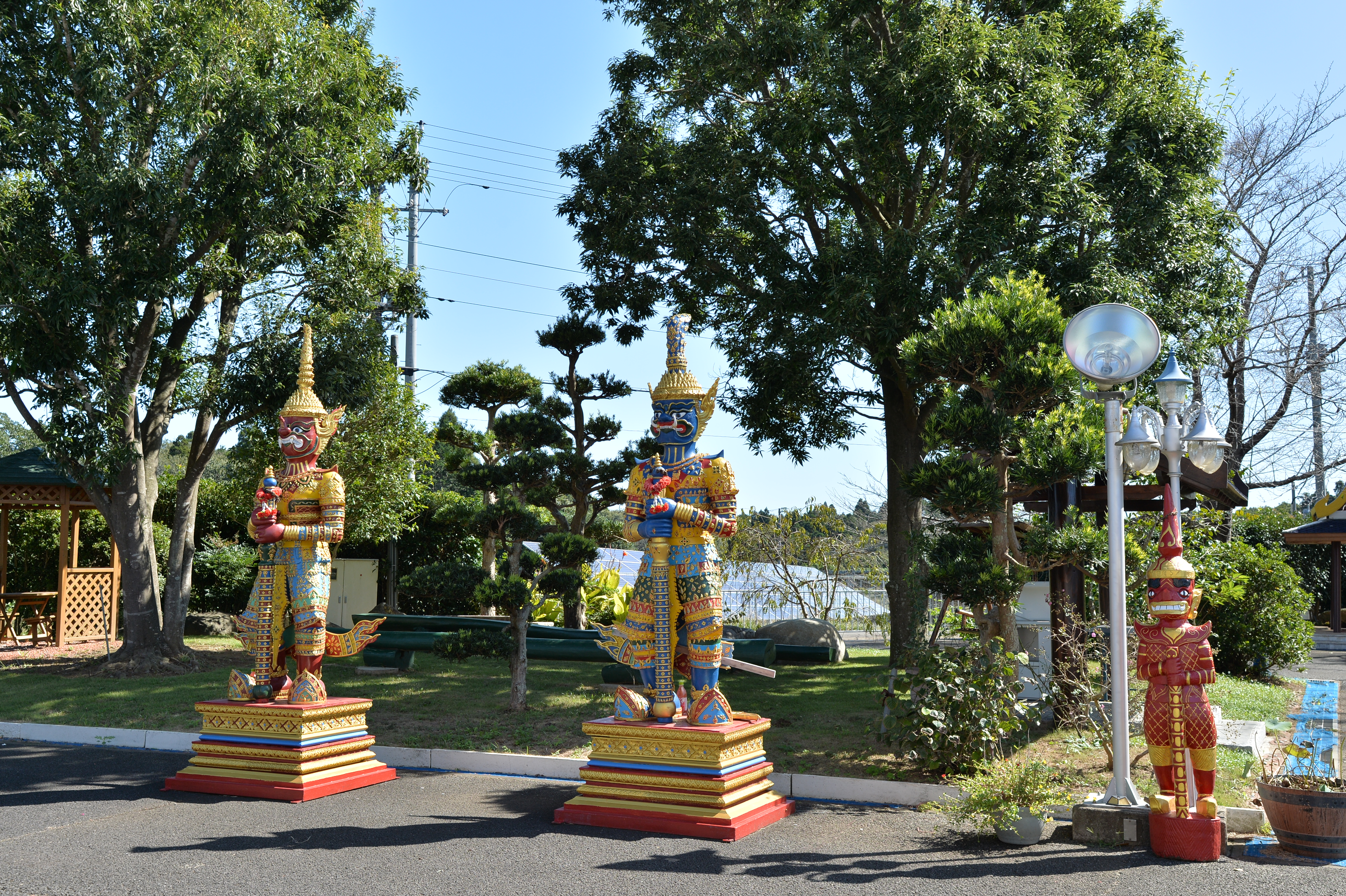
庭園のヤック（夜叉）の像
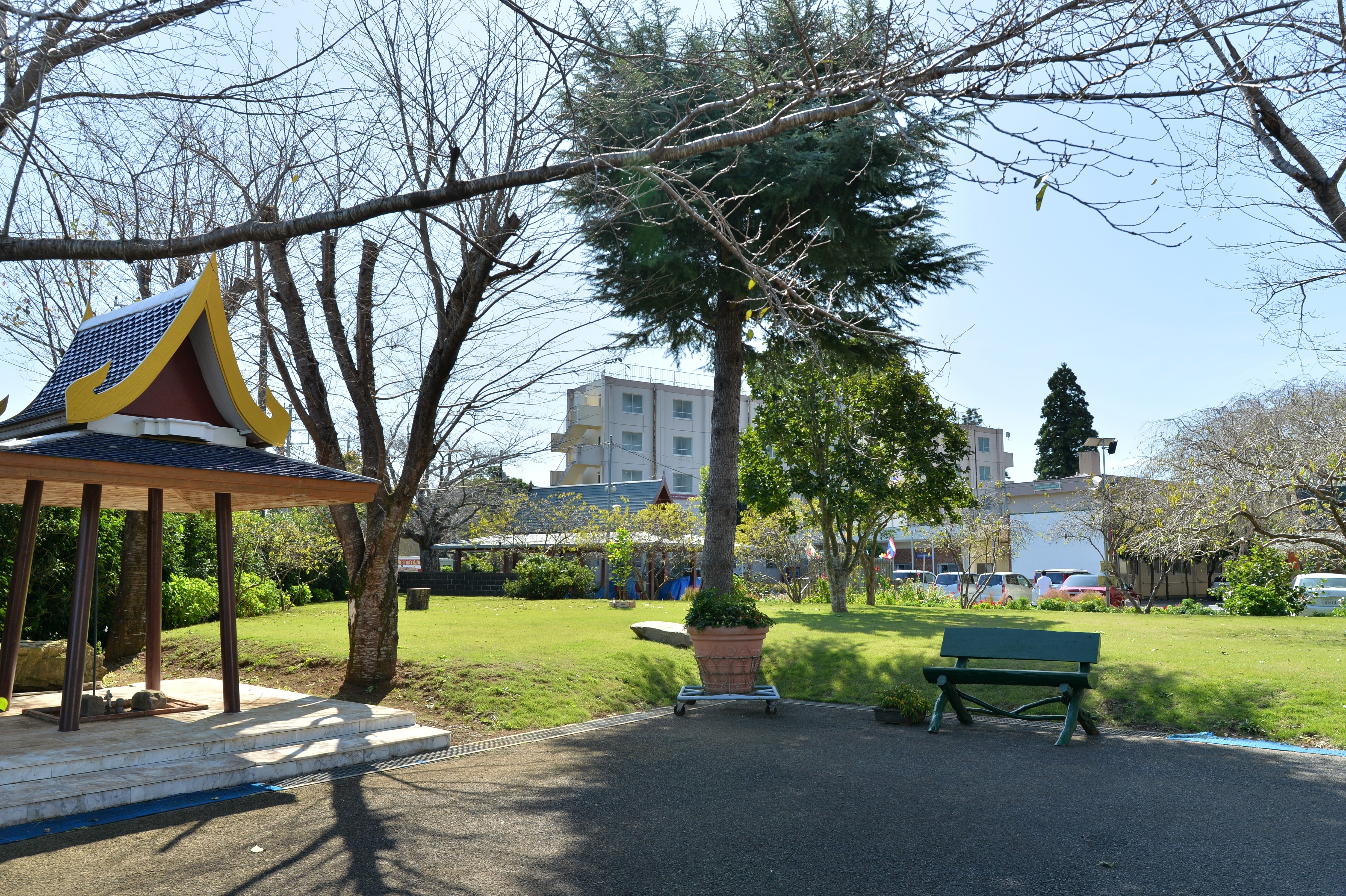
庭園

## 祭事
ソンクラーン（タイ旧正月）、ローイクラトン（灯篭流し）、ウィッサーカーブチャー（仏誕節）、タイ国王誕生日など、主要なタイ王国の祝日や仏教行事の日には、祭事が催される。日本別院の比丘によると、毎年10～11月頃に行われる、比丘に仏衣を献上する「カティナ衣奉献祭」という行事が年間を通して最も人出の多いお祭りの日であるという。
祭事当日には境内で数十件のタイ料理の出店が開かれ、参拝客向けに無料でふるまわれる。別院の比丘によると、タイ仏教において、祭事でお寺に金品を寄進したり、比丘の修業生活を支えたり、困っている他人を助けたりすることは大きな功徳であり、おいしく食べて楽しむ参拝者の姿をみて食事の提供者も喜び、またそれによって食事提供者も功徳が積めるからだと考えるため、タイ料理が無料でふるまわれているのだという。
祭事の日には講堂で説法などが行われるほか、また仮設領事館が設営され、在日タイ人向けにパスポート更新などのサービスが行われることもある。イベント時には多い時で数千人が訪れ、来場者の8割程度は在日タイ人だという。人が集まる日には駐車場で出店もあり、タイ人向けの食材や雑貨などが販売される。祭事のスケジュールは公式ウェブサイトに記載があったが、2016年以降は更新されていない。

## 参拝・見学
ワットパクナム日本別院では、「日本の方も世界のどの国の方も歓迎しています」として、常時参拝や見学を受け入れている。入場料や入場手続きはない。
参拝のマナーとしては、ミニスカートやノースリーブ、短パンなど露出が大きな服は好ましくなく、また女性が比丘に触れるのは禁忌。ウボーソット（布薩堂）は土足禁止であり、入り口で靴を脱ぐ。手を合わせるときは立ってではなく、座って正座して手を合わせる。

## 交通アクセス

### 所在地
- 千葉県成田市中野294－1

### アクセス
- 自動車：首都圏中央連絡自動車道（圏央道）下総インターチェンジが最寄のインターチェンジ。敷地内には無料の駐車場がある。
- 電車：最寄り駅はJR東日本成田線成田駅、または京成電鉄京成成田駅。成田駅からワットパクナム日本別院まではタクシーで約30分。
- バス：京成電鉄成田駅前の千葉交通バス2番線より佐原粉名口車庫行きに乗車。51号線のセブン-イレブン前の「吉岡新田」で下車。バス停留所から徒歩で約4キロ。

## その他
- 日本別院はその外国風情から、地球の歩き方、るるぶ、散歩の達人などの旅行ガイドブックでときおり紹介される[30][31][32]。近年はSNS映えするとして日本人観光客に人気がある[33]。成田市が成田の魅力を紹介するために配布している「成田の魅力かるた」では、ワットパクナムも題材として一句詠まれている[34]。
- 2022年1月に日本別院はFACEBOOKに雪化粧をした社殿や境内の写真を投稿した[35]。タイの気候は熱帯に属し、過去に降雪の記録はほぼ無い。タイ式の仏教建築が雪にうずもれた写真は話題になり、タイの大手ニュースサイトで報じられたほか、タイ政府が運営するタイ公共放送のニュース番組でも紹介された[36][37][38]。
- 最初の土地を除く全ての土地は近隣居住者から順次移譲・賃借されたものであることから、佐藤らは寺院と近隣居住者との間には友好的な関係が築かれているとしている[7]。
- タイの仏教においては、受戒をするには戒を授ける集団や場所などについて備えるべき要件がある。日本別院には5人の比丘が常駐し、結界を張り清められた浄域（ウボーソット）があることから、受戒の要件を満たすとされる。日本別院ではウボーソットの建設された2003年頃に出家者が輩出されている[7]。
- 2024年、タイ公共放送が毎週放送する日本を紹介する30分番組「ドゥー入る」でワットパクナム日本別院が紹介された[39][40]。